# Margaret Scott
Pour les articles homonymes, voir Scott.
Margaret Scott (née Stephenson, 28 mars 1616 - 6 octobre 1692) est reconnue coupable de sorcellerie pendant le procès des sorcières de Salem et exécutée par pendaison le 22 septembre 1692. Elle fait partie du dernier groupe à être exécuté, qui comprend aussi Mary Eastey, Martha Corey, Ann Pudeator, Samuel Wardwell (en), Mary Parker, Alice Parker (sorcière) (en), et Wilmot Redd. Elle est la seule personne accusée originaire de Rowley à être exécutée. Membre de la classe inférieure, veuve, ayant perdu plusieurs enfants en bas âge, elle est l'archétype même de la sorcière de l'époque. Lorsque son mari Benjamin meurt, il lui laisse un très petit domaine et étant dans l'impossibilité de se remarier, elle est réduite à la mendicité, ce qui créé du ressentiment et de la méfiance dans son voisinage. De cette manière, son histoire est comparable à celle de sa compatriote Sarah Good.

## Biographie
Margaret Scott est née en Écosse le 28 mars 1616 et émigre vers les colonies du Nouveau Monde avec ses parents. Au vu du statut de son futur époux, sa famille provient probablement de la classe aisée. La première trace légale concernant sa vie en Amérique concerne son mariage avec Benjamin Scott en 1642. Ils ont sept enfants, bien que seulement trois survivent jusque l'âge adulte. La ville de Rowley accorde des terres à Scott en 1664. Peu de temps après, il est déclaré comme homme libre. Un homme du même nom (sans doute le même homme) est condamné à une amende et « réprimandé » pour vol. Il meurt en 1671, laissant une succession de seulement 67 livres et 17 shillings pour soutenir sa famille pour le reste de leur vie, Margaret Scott ne se remariant pas, elle est réduite à la mendicité.

## Procès des sorcières de Salem

### Accusation et arrestation
Margaret est arrêtée alors que les événements ont débuté depuis longtemps, dans le cadre de la chasse aux sorcières d'Andover. Mary Walcott (en) et Ann Putnam sont amenées à Andover, le 11 juin et le 26 juillet pour initier et continuer la chasse aux sorcières. Les premières accusations visant Margaret Scott proviennent des deux plus importantes familles de Rowley, les Nelson et les Wycomb.

### Examen
L'examen de Scott a lieu le 5 août 1692. Il est probable qu'elle ait été arrêtée la veille. L'une des sorcières «confessées», connue seulement en tant que M. G., affirme qu'elle et Scott sont devenues invisibles pour frapper le Capitaine Wycomb avec un bâton, un événement qu'il corrobore. Lorsque Scott nie avoir fait cela, M. G. réaffirme son accusation.
Scott est inculpée d'actes de sorcellerie à l'encontre de Frances Wycomb, 17 ans et Mary Daniel, 19 ans, deux femmes célibataires de Rowley. Daniel est servante dans la maison du Révérand Edward Payson.

### Procès
Son procès a lieu en septembre. Le 15 septembre, Frances Wycomb témoigne que Scott a commencé à la tourmenter « en l'étranglant et la pressant jusqu'à la mort » (sic) peu de temps après les débuts de l'hystérie de sorcellerie à Salem, et qu'elle  continue de le faire. Ann Putnam et Mary Warren (en) affirment avoir été témoin de cette torture. Mary Warren et Elizabeth Hubbard (en) déclarent sous serment avoir été témoin de la torture de Mary Daniel. Sarah Coleman, de Newbury, jure que Scott l'a affligé de sortilège trois ou quatre fois « par piqûre, par pincement ou en me frappant » (sic). Mary Daniel détaille la façon dont Margaret Scott l'a torturée, et mentionne qu'Elizabeth Jackson semble avoir été avec elle.
« I was taken very ill again all over & felt a great pricking in ye soles of my feet, and after a while I saw apparently the shape of Margret Scott, who, as I was sitting in a chair by ye fire pulled me with ye chair, down backward to ye ground, and tormented and pinched me very much, and I saw her go away at ye door, in which fit I was dumb and so continued till ye next morning, finding a great load and heaviness upon my tongue. »
Une grande partie des preuves contre elle sont des événements qui se sont déroulés cinq ou dix ans auparavant. Philippe et Sarah Nelson témoignent que Robert Shilleto (alors décédé, il ne peut donc pas affirmer ou de nier l'histoire), a à plusieurs reprises, porté plainte pour sorcellerie contre Scott, continuant de l'affirmer jusque sa mort. Jonathan Burbank, le capitaine Daniel Wycomb et Frances Wycomb témoignent que Scott venait à la maison de Burbank en demandant du maïs de son domaine. Burbank lui demande alors d'attendre jusqu'à ce qu'il ait cueilli le mais, mais Margaret Scott persistant, sa femme lui en donne un peu. Plus tard, quand il part s'occuper du mais hors de son terrain, ses bœufs refusent de se déplacer, ce qu'il attribue à un envoûtement de Scott. De même, Thomas Nelson témoigne que Scott est venue à plusieurs reprises pour du bois, en paiement d'une dette de son défunt époux. Après avoir refusé de lui en donner, deux de ses vaches sont mortes, ce que ses voisins et lui considèrent comme anormal, l'obligeant à conclure que Scott est une sorcière.
Ces deux derniers exemples mettent en évidence un phénomène couramment observé dans les chasses aux sorcières, ce que les historiens appellent « le syndrome du refus de culpabilité ». Cela se produit lorsque les gens qui refusent les demandes des mendiants se sentent coupable, et au lieu de le reconnaître, ils vilipendent la personne qui les a fait se sentir coupable.
Margaret Scott clame son innocence tout au long du procès, mais est reconnue coupable le 17 septembre 1692 et condamnée à être exécutée.

### Exécution
Elle est exécutée par pendaison le jeudi 22 septembre 1692, avec sept autres personnes. Nicolas Noyes, qui officie en tant que pasteur, se tourne vers la suspension des corps des victimes et déclare : « C'est une chose triste que de voir huit tisons d'enfer accroché là. ». Sir William Phips stoppe peu après le procès et c'est le dernier groupe à être exécuté. Finalement, toutes les autres personnes accusées sont libérées, à l'exception de celles mortes en détention.

## Suite

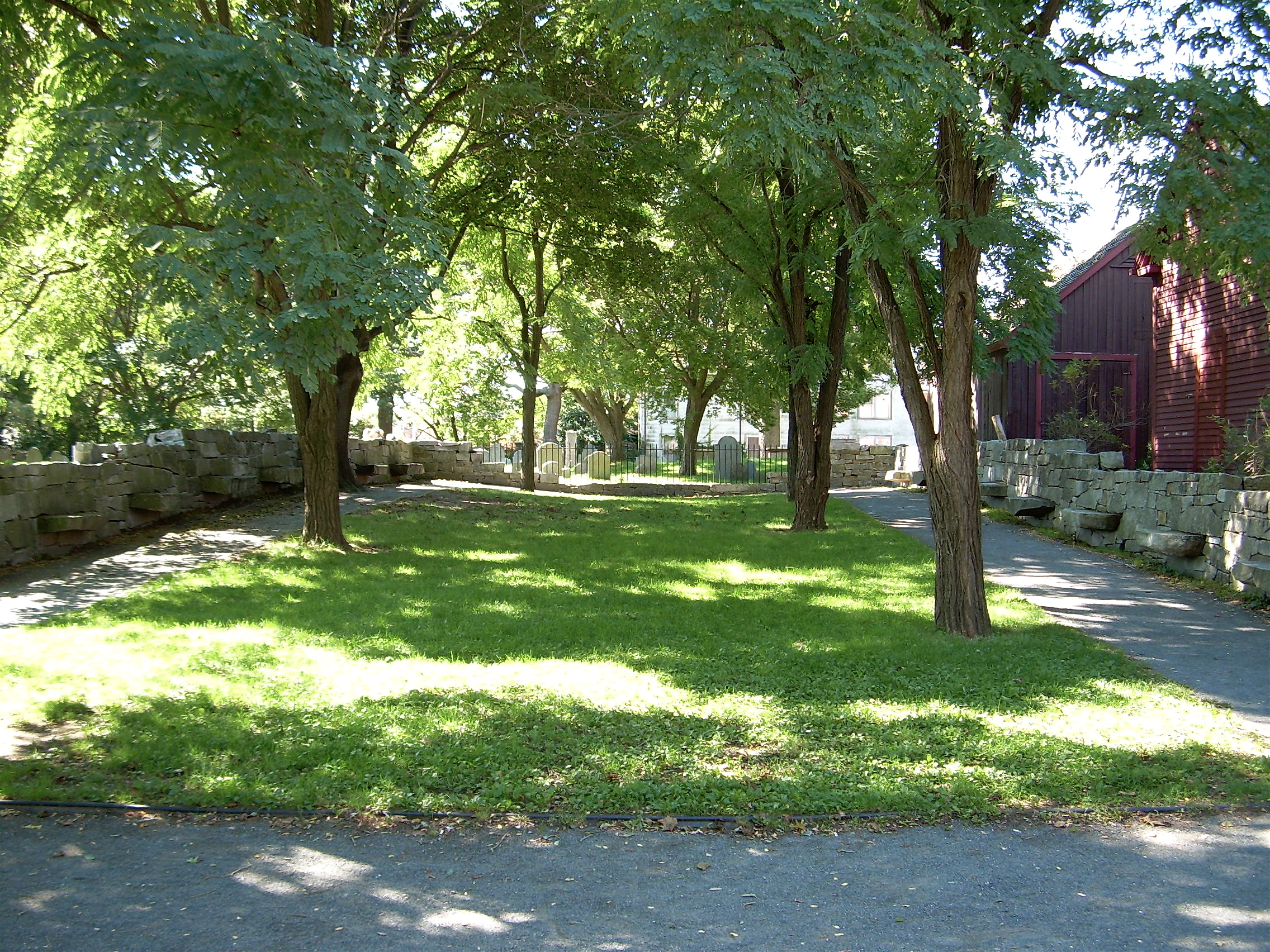
Les Essais de Sorcières de Salem Memorial Park, à Salem

Margaret Scott a un mémorial au Salem Witch Trials Memorial ; avec le reste des personnes exécutées. Arthur Miller, auteur des Sorcières de Salem, une pièce de théâtre basée sur le procès prononce un discours lors de l'inauguration, tout comme Elie Wiesel, prix Nobel. Un mémorial à son souvenir existe aussi à Rowley, où elle habitait.
Elle est officiellement innocentée le 31 octobre 2001 (Halloween), plus de trois siècles après son procès et son exécution. La plupart des sorcières furent innocentées au début du XVIIIe siècle, mais certaines familles, y compris celle de Margaret Scott ne se manifestent pas à cette époque. En 1957, Ann Pudeator est innocentée ainsi que « d'autres personnes », mais il a fallu près de cinquante ans de plus pour que les cinq dernières victimes soient nommées. Paul Tirone (en), un représentant de l'État du Massachusetts dont la femme est une descendante de Sarah Wildes, aide à faire innocenter les accusées du procès. Il dit : « Ces personnes ont été victimes de l'hystérie, et elles l'ont payé de leur vie. »
En mars 2012, son premier acte d'accusation est vendu aux enchères à New York pour 26,000 $. Il est le premier document du procès des sorcières de Salem à être vendu en 30 ans.